# PV Возничего
PV Возничего (лат. PV Aurigae) — одиночная переменная звезда в созвездии Возничего на расстоянии (вычисленном из значения параллакса) приблизительно 10269 световых лет (около 3149 парсеков) от Солнца. Видимая звёздная величина звезды — от +17,7m до +16,2m.

## Характеристики
PV Возничего — оранжевая углеродная пульсирующая медленная неправильная переменная звезда (LB) спектрального класса C. Эффективная температура — около 3933 К.